# Enrique Jardiel Agustín
Enrique Jardiel Agustín (Quinto, 1864-Madrid, 1944) fue un periodista y escritor español.

## Biografía
Fue padre del humorista Enrique Jardiel Poncela, esposo de la pintora Marcelina Poncela Ontoria y sobrino del orador y canónigo Florencio Jardiel Dobato. Estudió la carrera de Ingeniería de Caminos, Canales y Puertos en la Universidad Politécnica de Madrid,[cita requerida] desarrollando su actividad en el Ministerio de Obras Públicas, hasta 1933.
Inició su actividad periodística en El Globo y, más tarde, en La Nación y La Opinión. Durante veinticinco años fue redactor de La Correspondencia de España, donde cubría las crónicas parlamentarias de las Cortes. Sostuvo una ideología krausista y avanzada. Fue miembro de la Agrupación Socialista madrileña y durante una década participó activamente en sus Juntas Directivas. Sin embargo fue expulsado de esta organización por un caso de desfalco. Mantuvo estrecha amistad con Pablo Iglesias y Julián Besteiro.

## Obras
Como autor teatral estrenó el juguete cómico El primer baile (1909) y, junto con Enrique Gil Sarasate, la zarzuela en un acto La gloria del inventor (1911), con música de Julio Gómez García.